# عبد الله الساعي
عبد الله علي الساعي (مواليد 17 مارس 1999) هو لاعب كرة قدم قطري يلعب مع نادي الخور معار من نادي الغرافة في دوري نجوم قطر كلاعب وسط.
كانت له تجربة احترافية في نادي يوبين البلجيكي ولعب بعدها مع نادي الغرافة ونادي الخور.

## روابط خارجية
- عبد الله علي الساعي على موقع قاعدة بيانات كرة القدم.إي يو (الإنجليزية)
- عبد الله علي الساعي على موقع Soccerway.com (الإنجليزية)